# Fragnes-la-Loyère
Fragnes-la-Loyère – gmina we Francji, w regionie Burgundia-Franche-Comté, w departamencie Saona i Loara. W 2013 roku liczba ludności wynosiła 1460 mieszkańców. 
Gmina została utworzona 1 stycznia 2016 roku z połączenia dwóch ówczesnych gmin: Fragnes oraz La Loyère. Siedzibą gminy została miejscowość Fragnes.